# کالیفرنیوم اکسی‌کلرید
کالیفرنیوم اکسی‌کلرید (CfOCl) نمکی پرتوزا است که برای اولین بار در سال ۱۹۶۰ در مقادیر قابل اندازه‌گیری کشف شد. این ماده از یک کاتیون کالیفرنیوم و اکسی‌کلرید تشکیل شده‌است که خود از یک آنیون کلرید و یک اکسید تشکیل شده‌است. این ترکیب اولین ترکیب کالیفرنیوم بود که جداسازی شد.